# Soazig de La Moissonnière
Soazig de La Moissonnière, née le 28 août 1981 à Saint-Germain-en-Laye, est une photographe française.
Depuis 2017, elle est photographe officielle de la présidence de la République française et a notamment réalisé la photographie officielle du président de la République française Emmanuel Macron.

## Parcours
Soazig de La Moissonnière suit pendant cinq ans une formation au cours Florent afin de devenir metteuse en scène, puis, en 2006, entre à la section de formation à la photographie de l'École française d'enseignement technique (EFET Photographie).
Avant de se consacrer à la photographie d'hommes politiques, elle s'intéresse aux anonymes dans le cadre de la photographie de rue et s'engage auprès de SOS Racisme.
Photographe indépendante, elle a été, entre autres, la photographe officielle de François Bayrou pendant sa campagne de 2012. En mai 2016 elle réalise des reportages photographiques sur des militants « marcheurs » pour la communication du parti En marche !. 
En septembre 2016, elle devient la photographe officielle d'Emmanuel Macron dont elle réalise les affiches de campagne. Depuis 2017, elle est la photographe officielle de la présidence de la République. Le 29 juin 2017, elle réalise le portrait officiel d'Emmanuel Macron, et devient chef du service photographique en avril 2018.
Sa photographie d'Emmanuel Macron en boxeur suscite en mars 2024 une certaine perplexité,,.

## Controverse
D'après le directeur de l'agence IP3, la rémunération de Soazig de La Moissonière par En marche ! durant la campagne d'Emmanuel Macron dès fin mai 2016, qui n'a été révélée que postérieurement, pose un problème déontologique de conflit d'intérêts, dans la mesure où elle diffusait ses clichés, apparentés à des outils de communication comme s'ils étaient des photos de presse,,. 
Libération affirme ainsi ne pas avoir utilisé les photographies de Soazig de La Moissonnière, car il semblait clair qu'elle travaillait pour Emmanuel Macron. De même, Le Monde a préféré ne pas diffuser ses photographies au vu de l'opacité de la situation.